# Gospodar prstanov
Gospodar prstanov (v angleškem izvirniku The Lord of the Rings) je knjižni fantazijski roman angleškega pisatelja in jezikoslovca J.R.R. Tolkiena. V slovenščini je doživel tri prevode. Najnovejši prevod je opravil Sergej Hvala. Roman je pisatelj na zahtevo založnika razdelil na tri dele - po vrsti si sledijo:
- Bratovščina prstana (The Fellowship of the Ring),
- Stolpa (The Two Towers) in
- Kraljeva vrnitev (The Return of the King).

Roman je doživel dve filmski uprizoritvi: leta 1978 je Ralph Bakshi posnel animirani film, bolj znana pa je trilogija režiserja Petra Jacksona iz let 2001-2003.
Gospodar prstanov velja za eno najpomembnejših del začetka fantazijske literature, in z drugimi Tolkienovimi deli o Srednjem svetu še danes pomembno vpliva na vse žanre literature in ostale umetnosti.

## Pomembnejše osebe
Glavno vlogo v trilogiji ima hobit Frodo Bisagin, ki od strica Bilba Bisagina podeduje Prstan Mogote. Frodo se odpravi na pot, da bi Prstan vrgel v Goro Pogube in s tem uničil Saurona, zlobno bitje, ki skuša zavladati celemu Srednjemu svetu.
Na poti mu pomagajo člani Bratovščine prstana: hobiti Samoglav Gamgi, Peregrin Tuk in Meriadoc Brendivinski, človeka Aragorn in Boromir, majar Gandalf, škrat Gimli in vilin Legolas. Frodu po poti ves čas sledi Gollum, majhno in zvito bitje, ki se je že soočilo z močjo prstana, ki ga je spremenil v ostudno in srhljivo bitje. Trdno je bilo odločeno, da bo Prstan dobilo nazaj.
Ostale pomembnejše osebe v zgodbi so Frodov stric Bilbo Bisagin, Aragornova zaročenka Arwen Undomiel in njen oče, modri vilinski kralj Elrond, Theoden, kralj jezdecev iz Rohana, Galadriel, vilinska kraljica v Lothlorienu, Éomer in Eowyn, nečaka kralja Theodena in Saruman.